# Åttkanten, Åbo
Åttkanten (finska: Otkantti) är ett område i Åbo hamn väster om Åbo slott. Det rymmer stadens passagerarhamn för Sverigebåtarna. Namnet är inofficiellt.

## Historia

### Kanalbanken och Runsala bro
Under första hälften av 1800-talet tjänade Aura å ännu som stadens hamn men en uthamn fanns vid Beckholmen. Mellan dessa låg Slottsfjärden och på grund av de lermassor som ån hämtade med sig var det nödvändigt att ständigt muddra inseglingsleden eller kanalen. Leran dumpades på kanalens norra strand som också försågs med pålning för att hålla leran på plats. På så vis uppkom det som kallades Kanalbanken och som hade samma riktning som den nuvarande kajen på platsen. På 1840-talet skaffade staden ett ångdrivet mudderverk som effektiverade arbetet.
Senaten överlät år 1845 Runsala ladugård till Åbo stad som betesmark och lastageplats med rätt att klyva lägenheten i mindre delar. Skogen skulle särskilt vårdas och bevaras. Borgerskapet utnyttjade den nya möjligheten och uppförde villor på ön. Staden hade utlovat en färjeförbindelse till ön och en sådan kom 1848. Sundet mellan Kanalbanken och Runsala uppgick efter mudderavstjälpning och pålning till 600 alnar. Staden lyckades få ett lån för brobyggandet och arbetet skedde enligt ritningar av stadsarkitekten Pehr Johan Gylich. Bron var försedd med en klaff för att hålla farleden till Nådendal öppen. Vid broänden på slottssidan uppfördes en åttkantig vaktstuga, vilket gav upphov till områdets namn. Användningen av bron var liksom färjtransporterna avgiftsbelagd. I vaktstugan tändes en röd lykta under den mörka tiden av dygnet för att minska olyckorna vid klaffen. 

### Hamnens expansion
En järnvägsdragning nådde Åbo hamn 1876 och redan året innan hade staden byggt en lång kaj vid åmynningen och upplåtit området väster om slottet för brädmagasin. Ett jordbyte mellan staden och staten 1883 gav staden utfyllningsmarken mellan Kanalbanken och Krutholmen norr om slottet, staten behöll bara två smala remsor av den tilltänkta utfyllningsjorden. Tillandningen och muddervräkningen utvidgade Kanalbanken år för år och 1882 förlängde man kajen med ytterligare 450 meter. Några år senare breddades banken till en bredd av 12 meter. På Kanalbanken uppstod efterhand en magasinsstad.
År 1884 anhöll åboköpmannen Johan Lindqvist om tillstånd att få köpa tomtmark på Sipsalo eller Seulu hemmans strand mot Bocksundet. Hemmanet tillhörde Alexanders universitetet och låg på Hirvensalo. Han köpte brovaktspaviljongen av staden och lät 1885 flytta den till villatomten. Huset hade 1883 beskrivits som nedsjunket i gyttjan och odugligt som människobostad. Husets inre diameter var 7,5 m och sidan var 3 m lång. Huset fick senare en stor tillbyggnad så att den kunde fungera bekvämt som sommarvilla. Den gamla paviljongen ersattes snart på Kanalbanken av en större byggnad som också hade en väntsal för skärgårdsbor. I januari 1898 inledde Bore-bolaget regelbunden vintertrafik till Stockholm och passagerarbåtarnas avgång vid tiden för ishinder flyttades till Kanalbanken. Omkring år 1910 utvidgades Åbo hamn vid Slottsfjärden och det blev nödvändigt att flytta bron till Runsala. Den gamla bron revs 1912 och ersattes av en färja. En ny väg och bro byggdes 1911 längre norrut från batteriet i Stor-Heikkilä till en plats nära Marjaniemi på Runsala.
Namnet Åttkanten levde kvar och fick 1972 ge både form och namn åt Silja Lines passagerarterminal helt nära den gamla paviljongen. En restaurant med namnet Otkantti verkade en tid i hamnens ämbetshus. År 2021 planeras en ny stadsplanelösning för området under namnet Slottsudden.